# Johan Åberg (konstnär)
Jonas (Johan) Åberg, född 1743, död 15 mars 1792 i Göteborg, var en svensk dekorationsmålare och tapetfabrikör.
Åberg flyttade till Göteborg från Stockholm 1766 och titulerades då målargesäll. Han blev mästare i Göteborgs Målareämbete 1775 efter uppvisandet av ett Mytologiskt mästerstycke målat på duk.